# Philippe Mousket
Philippe Mousket (ook: Mouskes, Mouskés, Mousquet) was een 13e-eeuwse burger van Doornik die een rijmkroniek in de volkstaal schreef over de Franse koningen. Hij was een van de eerste leken die zich aan een dergelijke onderneming waagde. Men heeft hem ten onrechte gehouden voor de Gentenaar Filip Mus, bisschop van Doornik in 1274-1283.
Zijn Chronique rimée, zoals het werk bekend kwam te staan, telt 31.285 octosyllabische verzen. Het voert de Franse koningen terug tot de val van Troje en bevat veel legendarisch materiaal, in het bijzonder over Karel de Grote. Vanaf de regering van koning Filip II Augustus krijgt de kroniek historische waarde. Zo weet Mousket bijvoorbeeld interessante details over de Valse Boudewijn. Hij eindigt zijn werk in 1243.
Van de tekst zijn drie manuscripten bewaard, waaronder één in de Bibliothèque Nationale de France (ms. fr. 4963). Een uitgave in twee delen is in 1836 verzorgd door Frédéric de Reiffenberg.